# 李新 (1931年)
李新（1931年—），白族，云南省洱源，中国农业学家。

## 生平
1955年毕业于云南大学农学院农学系。1979年，调任大理农业学院任教，并兼任实习农场场长，从事作物栽培教学。编著有《蚕豆栽培》。1983年，获中华人民共和国国家民委、劳动人事部、中国科协授予的“少数民族地区科技工作者荣誉证书”。